# 대항군

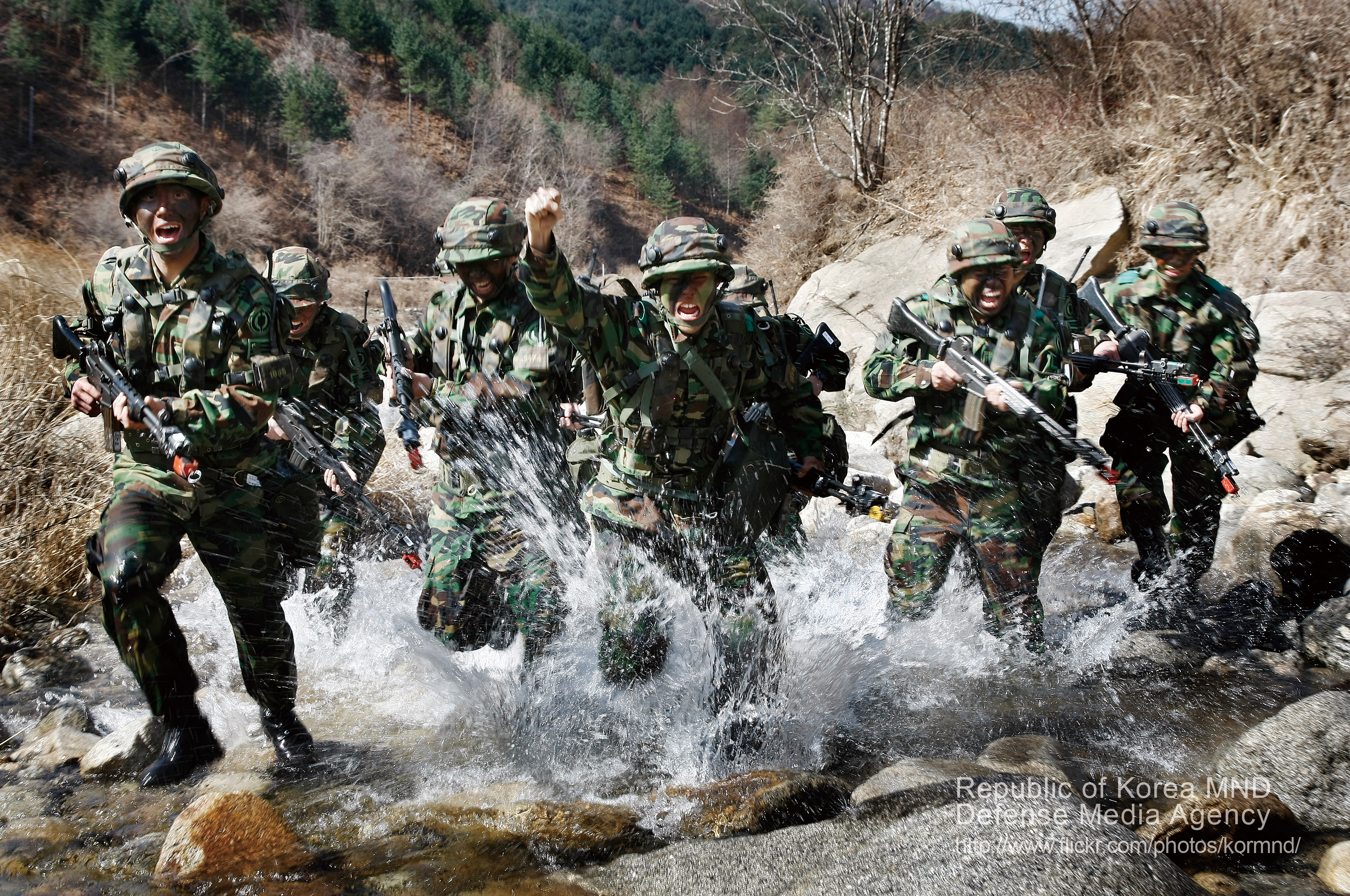
2009년 3월 훈련 중인 대한민국 육군과학화전투훈련단 전문대항군 부대 장병들

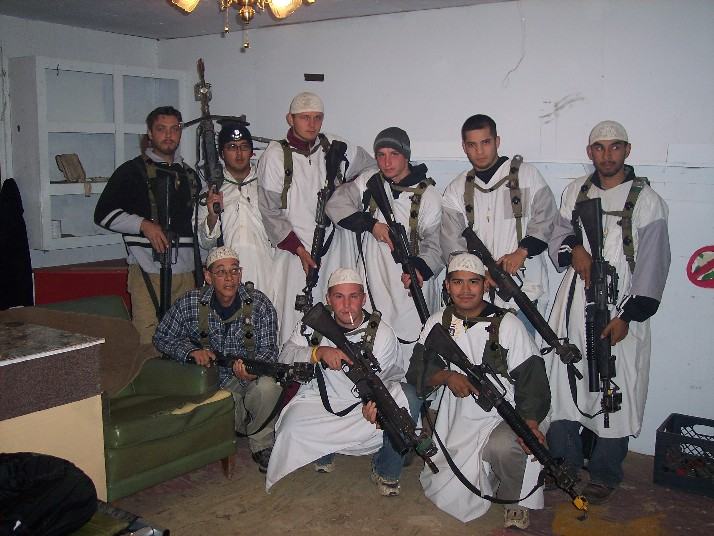
이라크 전쟁 파병 병력을 위한 훈련(Operation Cajun Fury)에서 가상의 적성 병력으로서 훈련부대를 상대하는 임무를 수행 중인 미국 JRTC 대항군 병사들

대항군(對抗軍, 영어: Opposing force, OPFOR)은 군사훈련 중 훈련부대의 상대를 해주는 가상 적 부대이다.

## 개요
대항군은 적성군의 교리, 전술, 장비, 복장 등을 그대로 묘사하여, 훈련 참여자들에게 최대한 실전과 같은 경험을 제공할 수 있는 역할을 수행한다. 대항군을 활용한 훈련에는 마일즈 장비(Multiple Integrated Laser Engagement System, MILES)가 주로 사용되는데, 공포탄 사격과 동시에 화기에 장착된 레이저 발사기에서 레이저가 나가면, 피탄 병력이 착용한 감지기가 반응해 부상 및 사망 판정을 구현해 준다.

## 각국의 대항군 부대
- 대한민국 육군과학화전투훈련단(KCTC) 전문대항군 연대
- 미국 포트 어윈 국립훈련센터(NTC) 미 육군 제11기갑기병연대
- 미국 포트 포크 통합대응훈련센터(JRTC) 미 육군 제509낙하산보병연대 제1대대
- 독일 호헨휄즈 나토군 통합다국적대응센터(JMRC) 미 육군 제4보병연대 제1대대
- 영국 육군 서필드 훈련부대의 기갑연대 혹은 보병대대로 매년 구성되는 대항군 부대